# ゲーリック・ゲームズ

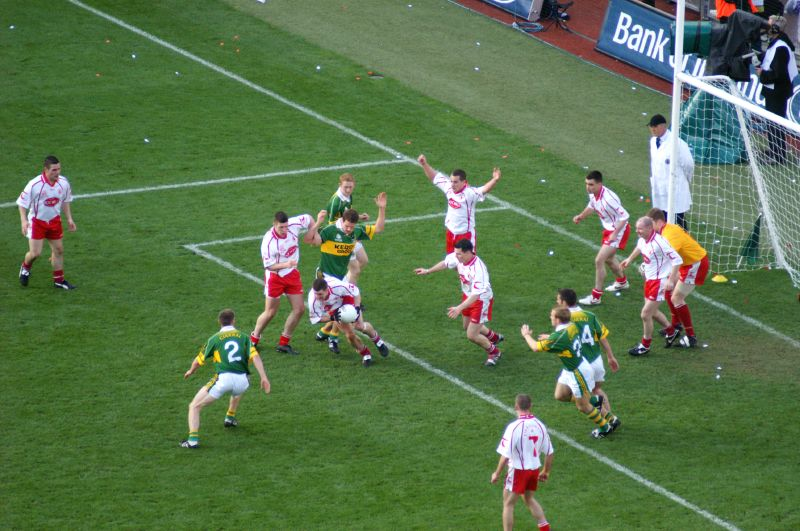
ゲーリック・フットボール

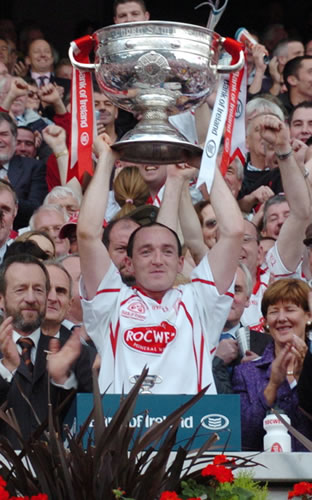
優勝セレモニー

ゲーリック・ゲームズ（英: Gaelic Games）は、アイルランド島で行われている伝統スポーツ。中心となるゲームとしてゲーリックフットボールとハーリングがあり、GAA（Gaelic Athletic Association/ゲーリック体育協会）によって公式試合が運営されている。GAA が運営するゲームは他にラウンダーズやゲーリック・ハンドボールなどがある。19世紀にゲーリック・ゲームズはアイルランドで行われないようになっていったが、この傾向はGAAと復興運動により止まり、逆にゲーリック・ゲームズは盛んになっていった。現在ではアイルランドで最も人気のあるスポーツである。
ゲーリック・ゲームズの歴史はダブリンのGAA博物館で紹介、展示されている。

## ゲーリック・フットボール
ゲーリック・フットボールは1チーム15人のプレーヤーによって行われ、長方形の競技場には両側にH型のゴールがある、アイルランドで最も人気のあるスポーツである。サッカーとバスケットボールの技術を要するスピーディーなゲームである。女性選手が行うレディース・ゲーリック・フットボールもあり、多少のルールの違いはあるものの多くはゲーリック・フットボールと変わらない。

## ハーリング

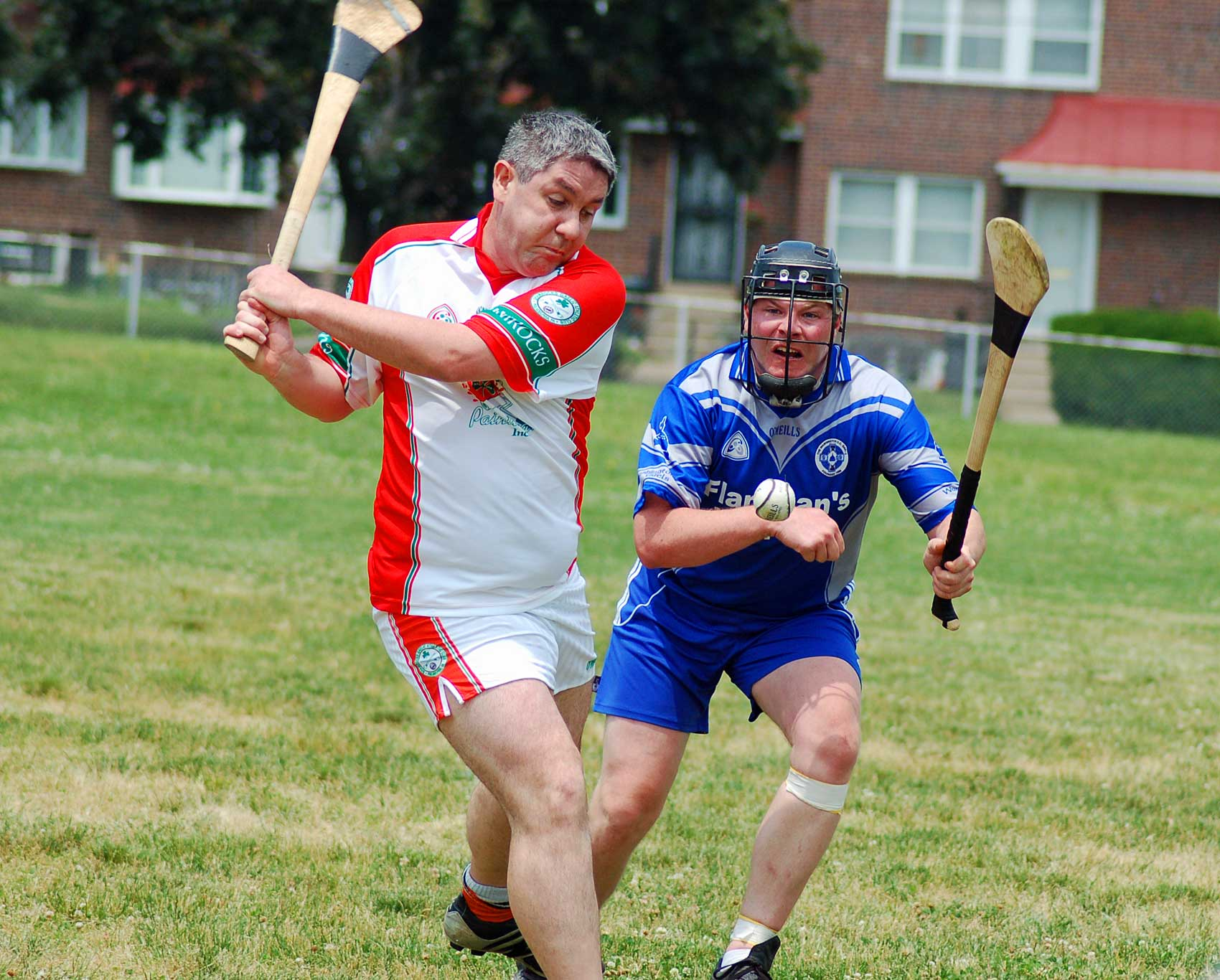
ハーリング

ハーリングはボールとスティックを使用する、1チーム15人のプレーヤーによって行われ長方形の競技場には両側に H 型のゴールがあるスポーツである。3千年以上の歴史があり、世界で最も速いフィールドスポーツと言われている。ラクロスとフィールドホッケーと野球の要素を持った高い技術が要求されるゲームである。女性選手が行うものはカモギーと呼ばれ、多少のルールの違いはあるものの多くはハーリングと変わらない。

## ラウンダーズ
ラウンダーズはバットとボールを使うアイルランドのスポーツ。人気は高くはなくラウンダーズ・カウンシルというGAAの下部組織で運営されている。似たゲームがイギリスでも行われている。野球の元祖と言われている。

## ゲーリック・ハンドボール

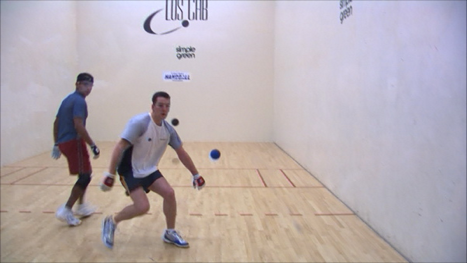
競技風景

ゲーリック・ハンドボールは2人のプレーヤーが壁に当たったボールを素手で打つゲームである。アメリカン・ハンドボールに似たスポーツで交流戦も行われる。

## その他
- ゲーリック・アスレチックスはほぼ消えてしまった。
- ロードボウリング (Road Bowling) はアイルランドで余暇として長い間行われておりゲーリック・ゲームズの１つとして考えられている。